# 罗曼·图雷克
罗曼·图雷克（捷克語：Roman Turek，1970年5月21日—），捷克男子冰球运动员，场上位置是守门员。他曾代表捷克国家队参加1994年冬季奥林匹克运动会冰球比赛，获得第五名。